# Ogonów (Ostojów)
Ogonów – przysiółek wsi Ostojów położony w  województwie świętokrzyskim w powiecie skarżyskim w gminie Suchedniów.
W latach 1975–1998 miejscowość administracyjnie należała do województwa kieleckiego.
Wierni Kościoła rzymskokatolickiego należą do parafii św. Alojzego Orione w Ostojowie.

## Historia
W wieku XIX tak nazywano fryszerkę nad rzeką Łączną w ówczesnym powiecie kieleckim powyżej fryszerki Ostojów. Założona została w XVIII wieku w kluczu suchedniowskim biskupów krakowskich.